# Cristian Hidalgo
Cristian Hidalgo González (Barcellona, 21 settembre 1983) è un ex calciatore spagnolo, di ruolo attaccante.

## Palmarès

### Club

#### Competizioni nazionali
- Supercoppa di Spagna: 1

Barcellona: 2005
- Campionato spagnolo: 1

Barcellona: 2005-2006

#### Competizioni internazionali
- UEFA Champions League: 1

Barcellona: 2005-2006